# 村上隆
村上 隆（むらかみ たかし、1962年〈昭和37年〉2月1日 - ）は、日本の現代美術家、ポップアーティスト、映画監督。有限会社カイカイキキ代表取締役、元カリフォルニア大学ロサンゼルス校客員教授。学位は博士（美術）（東京芸術大学・1993年（平成5年））。愛犬家。

## 人物

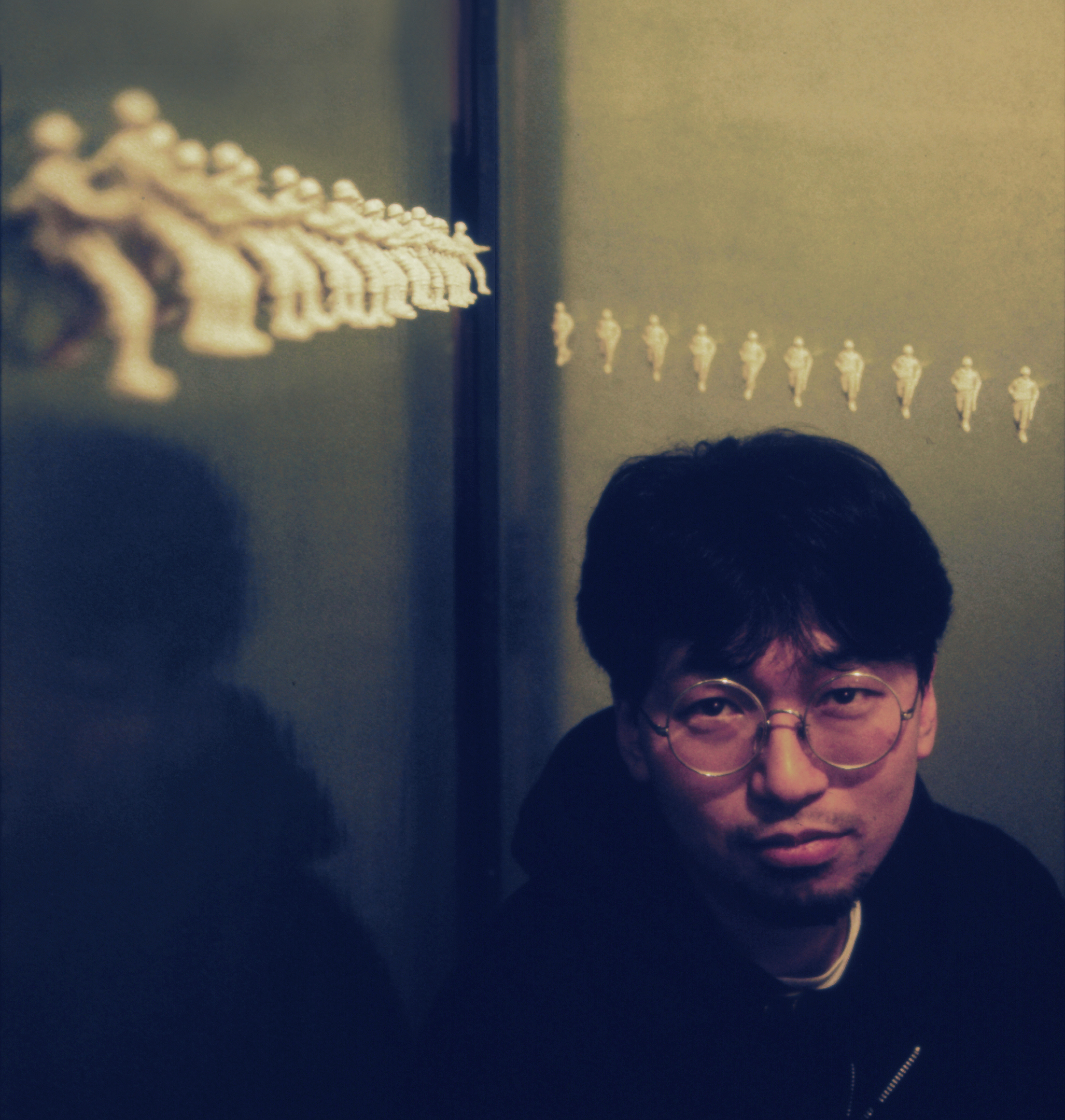
東京のGalerie Marsにて（1992年）

1962年（昭和37年）生まれ。東京都板橋区出身。1980年（昭和55年）本郷高等学校普通科卒業。高校の同級生に漫画家の原哲夫やトランザクション創業者の石川諭がいた。2浪ののち、1986年（昭和61年）東京藝術大学美術学部日本画科卒業、1988年（昭和63年）同大学大学院美術研究科修士課程修了（修了制作次席）、1993年（平成5年）同博士後期課程修了、博士（美術）。日本美術院同人で日本画家の村上裕二は弟。
自らの作品制作を行うかたわら、芸術イベント『GEISAI』プロジェクトのチェアマンを務め、アーティスト集団『カイカイ・キキ（Kaikai Kiki）』を主宰し、若手アーティストのプロデュースを行うなど、活発な活動を展開している。同集団は、アメリカのニューヨークにも版権を管理するエージェントオフィスをもつ。
日本アニメポップ的な作風の裏には、日本画の浮世絵や琳派の構成に影響されている部分も強く、日本画のフラット感、オタクの文脈とのリンクなど現代文化のキーワードが含まれている。中でもアニメ、フィギュアなどいわゆるサブカルチャーであるオタク系の題材を用いた作品が有名。アニメ風の美少女キャラクターをモチーフとした作品は中原浩大の「ナディア」に影響を受けたと本人も認めている。アニメーター・金田伊功の影響を強く受けており、自分の作品は金田の功績を作例として表現しているだけと話したこともある。
村上曰く、「マティスのような天才にはなれないがピカソやウォーホール程度の芸術家の見た風景ならわかる。彼らの行ったマネージメントやイメージ作りなどを研究し自分のイメージ作りにも参考にしている｣。
自身に批判的なツイートを公式リツイートすることで、炎上商法・炎上マーケティングを行っていると、
Xで公言している。

### エピソード
漫画原作者である大塚英志は、教授として就任した大学のトークショーにおいて「現代美術のパチモノの村上隆は尊敬はしないし、潰していく。我々の言うむらかみたかしは4コマまんがの村上たかしのことだ」と強く非難し、また、現代美術家がサブカルを安易に取り上げることや、後述のリトルボーイ展の戦後日本人のメンタリティを無視した展示内容に強い不快感を示している。

一方、精神科医の斎藤環は、批判者の言説は「村上隆は日本のオタク文化のいいとこどりをしただけ」との単純な論理に依ると捉え、そのような論理は根本的に誤解であり不当な批判を行っているとして、厳しく非難している。また、村上の作品はオタク文化から影響を受けているだけでなく、それを昇華させてオタク文化に影響を与えてもいると述べている。
きゃりーぱみゅぱみゅの「PONPONPON」（2011年）のプロモーションビデオの発表以降、それに登場する「目玉」や「世界観」が自作品と類似性があると問い合わせがあり、2013年10月頃よりそれが急増したとして、2013年11月18日に、自身の作品は2000年に誕生したものであり、一切関係ないことを自身のサイトで公表した。
新美の巨人たち（2024年7月13日）で、村上の格好を真似した秋山竜次（ロバート）と共演。秋山とは初対面である。互いに「似ている」と意識しており、互いの父にも似ているという。番組の中で自身の父が秋山と同じ福岡県北九州市門司区出身で、母も小倉出身だと明かしている。

## 経歴
生来のアニメ好きが高じて、高校卒業後にはアニメーターを志した。尊敬しているアニメ監督は宮崎駿で、『未来少年コナン』や『ルパン三世 カリオストロの城』を観て、アニメーションの仕事に就きたいと思っていた。しかしながら挫折し、同じく以前から興味のあった日本画を習い、2浪の後に東京芸術大学に入学した。同大学では美術学部日本画科に学び、1986年（昭和61年）の卒業時には『横を向いた自画像』（東京芸大美術館所蔵）を製作・提出。
1988年（昭和63年）に東京芸術大学大学院修士課程の修了制作が、首席とならず次席であったために、日本画家への道を断念する。
1991年（平成3年）には、個展 『TAKASHI, TAMIYA』を開催、現代美術家としてデビューした。同年、ワシントン条約で取引規制された動物の皮革で作ったランドセルを展示する「ランドセル・プロジェクト」を展開する。
1993年（平成5年）、東京芸術大学大学院の美術研究科博士後期課程を修了。「美術における『意味の無意味の意味』をめぐって」と題した博士論文をもって、同大学日本画科で初めての博士号取得者となった。
1994年（平成6年）にはロックフェラー財団のACCグラントを得て、「PS1.ART PROJECT」の招待を受けニューヨークに滞在した。　
1998年（平成10年）にカリフォルニア大学ロサンゼルス校美術建築学部客員教授。2001年（平成13年）にアメリカロサンゼルスで、展覧会『SUPER FLAT』展が開催され全米で話題となる。
2001年（平成13年）アート制作・映像制作や所属アーティストマネージメントなどを企画・運営・販売等、芸術事業の総合商社「有限会社カイカイキキ」を起業する。また、事業部としてアニメーションスタジオ「STUDIO PONCOTAN(スタジオ ポンコタン)」を立ち上げる。
2005年（平成17年）1月末よりPHS会社・ウィルコムのCMに出演。近年は六本木ヒルズのトータルプロデュースの一員やイメージキャラクター『ロクロク星人』のデザイン、フロアガイド冊子のデザインを手がけている。また『ルイ・ヴィトン ミーツ ネオ・ジャポニズム』と題し、高級ファッションブランド、ルイ・ヴィトンをクライアントとするコラボレーション製品などを発表。
同年4月、ニューヨークで個展 『リトルボーイ展』を開催。自身の作品の他、ジャパニーズ・オタクカルチャーや日本人アーティストの作品が展示され、またリトルボーイ展では「父親たる戦勝国アメリカに去勢され温室でぬくぬくと肥えつづけた怠慢な子供としての日本と、そうした環境ゆえに派生した奇形文化としてのオタク・カルチャー｣、｢それがゆえにオタク・カルチャーのきっかけはアメリカにもあるのだ」との考えが提示された。翌年2006年（平成18年）にリトルボーイ展はキュレーターに送られる世界で唯一の賞であるニューヨークの美術館開催の最優秀テーマ展覧会賞を受賞した。
2006年（平成18年）に「リトルボーイ展」の成果として芸術選奨文部科学大臣新人賞を受賞した。
2007年（平成19年）、カニエ・ウエストのアルバム『グラデュエーション』（Graduation）のジャケットデザインを担当。
2008年（平成20年）、米Time誌の"The World's Most Influential People - The 2008 TIME 100"（世界で最も影響力のある100人-2008年度版）に選ばれた。
2008年（平成20年）、「GQ MEN OF THE YEAR 2008」を受賞。
2010年（平成22年）に開催されたシンポジウム『クール・ジャパノロジーの可能性』では、「アート界における"クール・ジャパン"の戦略的プロデュース法――Mr.の場合」と題した講演を行った。講演では、日本のマンガやアニメ、および、それらを生み出した日本自体を肯定的に解釈し、それらの前提のもと、今日ではクールジャパンと呼ばれている観点を日本人作家作品によっていかに西洋アート界に体現させていけるか、とのテーマについて初期から漸進的に取り組んできた軌跡を発表した。
2010年（平成22年）10月に雑誌『SUPERFLAT』を創刊し、創刊号ではジェフ・クーンズとの特別対談や、村上隆、東浩紀、椹木野衣、黒瀬陽平、梅沢和木、藤城嘘、福嶋亮大、濱野智史らの記事が掲載される予定であった（未刊行）。
2016年（平成28年）3月に「村上隆の五百羅漢図展」の成果として平成27年度（第66回）芸術選奨文部科学大臣賞を受賞した。
総監督をつとめるアニメ「6HP/シックスハートプリンセス」が12月30日より放送され、1時間枠のうち22分を線画状態で未完成の第1話の放送にあて、残りは制作経緯や村上の謝罪といったドキュメンタリーの構成になることが明かされた。その後2017年9月には完全版が放送され、2017年12月23日には第2話が放送された。
2019年3月には、ビリー・アイリッシュのグラミー賞受賞アルバムに含まれたYou Should See Me in a Crownのアニメミュージック・ビデオを制作した。
2024年（令和6年）11月にGQ MEN OF THE YEAR 2024 ベスト・アーティスト賞を受賞した。

## 発表作品に係わるエピソード
- デビュー作にて、タミヤ社長の弟にタミヤマークを使用した作品制作の許可は得ていたが、｢TAMIYA」の表記を無断で「TAKASHI」に変更し、注意を受けている[26]。
- 1993年（平成5年）以前の活動としては『加瀬大周宇Zプロジェクト』では芸能界の騒動に乗じた悪乗りとの不評を買い、当時進行していた複数の展覧会の企画が流れてしまった[27]。古賀学のフリーペーパー『ペッパー・ショップ（Pepper Shop）』で『マンガ道場』を連載。白人の『ダッコちゃん』でタカラより非難される[要出典]。
- 1994年（平成6年）、大学院卒業後の作品である『HIROPON』の評価を岡田斗司夫に尋ねると「発想が古臭い、とにかく顔がブサイクすぎる」と酷評される[要出典]。その後、ニューヨークにロックフェラー財団の奨学金で留学。制作活動に専念。ニューヨークで現地フリーペーパーの表紙で作品を次々と発表。
- 2003年（平成15年）2月25日、村上がルイ・ヴィトンの依頼でデザインした鞄が3月1日に発売されるのに合わせて東映アニメーションが制作したアニメ『SUPERFLAT MONOGRAM』が公開される。同年12月8日、海洋堂とのコラボレーションにより、自らのフィギュア作品をわずか350円の小さなフィギュアにしてナンバリングされた証明書を添付したアート食玩『村上隆のSUPER FLAT MUSEUM～コンビニ エディション～』を発売したことで話題を呼ぶ。食玩は本来菓子が商品でありフィギュアは「おまけ」であることから、村上は「5,800万円の作品が無料で大量に複製生産されることの面白さ」がこの商品の意義であると述べている[要出典]。
- 『My Lonesome CowBoy（英語版）』を製作した理由は、『HIROPON』が女性だったので、次は男性を作ろうと思っただけだと話す。男女を作ることで、フェミニズム的な違反を避ける意図もある。男性の射精をモチーフにすることには関心が持てないので、逆に一度はやってみたかったとも語る[28]。
- 2003年（平成15年）春、ロンドンのオークション会社・クリスティーズにて等身大フィギュア『Miss Ko2』が50万ドル（約5,800万円）で落札、話題となった。これは当時の日本現代美術作品の最高額である。本人は自らの作品がこのような高額で買い取られた理由について「女性の美意識に革命をもたらしたからだ」と分析する一方、｢単に金持ちが作品の性的な要素に惹かれて落札しただけなのでは」と話している。落札したのは、会社を売って隠居したアメリカの80歳近い老夫婦である。
- 2004年（平成16年）7月、ナルミヤ・インターナショナルによるキャラクター、『マウスくん』が、村上のキャラクター、『DOB君』に酷似しているとして、同社を著作権侵害で提訴。2006年（平成18年）4月に和解が成立し、4,000万円の和解金を受け取る（これについてはそもそもDOB君がミッキーマウスをモチーフとしている（近似している）のに何故著作権を侵害されているなどと言えるのかといった東浩紀[29]、町山智浩[30]等からの批判がある）。本人は、元々『DOB君』は自分の作品の世界観（ソニックやドラえもん等）を再構築して作ったもので、『マウスくん』がその世界観そのものを盗用しているように感じ、企業との幾度かの話し合いの末、示談になったと話している[31]。現在のマウスくんは村上の著作権を侵害していないとされる。
- アメリカの歌手カニエ・ウェストの2007年（平成19年）9月11日発売の『グラジュエイション』のジャケットのデザインを担当。同年10月以降、アメリカ・ロサンゼルス現代美術館（MOCA）で大規模な展覧会「村上隆回顧展（C）MURAKAMI」が催された。
- 2008年（平成20年）5月、サザビーズにて等身大フィギュア『My Lonesome CowBoy』が1516万ドル（約16億円）で落札された。オークション前の落札予想額は3～4億円であった[32]。
- 2010年（平成22年）9月14日にフランス・ヴェルサイユ宮殿で村上の作品展『Murakami Versailles』が開催されたが、宮殿に彼の作品は合わないとして、フランス国内の団体が抗議デモをおこなった[33][34]。10月22日には、フランス王ルイ14世の子孫の1人シクスト・アンリ・ド・ブルボン＝パルムが、「世界遺産にポルノ作品を飾っており、祖先に対する冒涜に当たる」として作品展の中止を要求し、主催者である宮殿当局に対する法的措置を取ることを表明した[35]。

## 若手アーティストへの教育・支援

### GEISAI
GEISAI（ゲイサイ）とは、村上隆主催の若手アーティスト向けのアートイベント。2002年（平成14年）より継続的に開催している。これまでにAKB48、ももいろクローバー、平野綾ら、アイドルや声優がパフォーマンスで出演した。

### KaikaiKiki
有限会社カイカイキキとは、2001年（平成13年）に設立された村上隆が代表取締役を務める企業。1996年（平成8年）に設立されたヒロポンファクトリーが前身である。アーティストやサポートスタッフを、正社員やアルバイトとして雇用し、カイカイキキ三芳スタジオ（三芳工場）などにて創作活動に従事させている。
若手アーティストの育成スタジオ「ちゃんば」では、「密教的」と村上が語る程に危険な修行が行われている。具体的には、アーティスト自身の内面の深部を掘り下げる目的の村上との問答が、安全面に関する一定の配慮を払いつつ毎日繰り返されている。一方、アーティストに一般社会における礼儀作法も求めており、村上は、日本のアーティストは礼儀作法が分かっていない結果、すぐに恨んだり、切れたりすると批判している。また、東日本大震災発生後に村上は毎日、カイカイキキスタッフに対して、労働基準法を盾にして主張する若者とは芸術の意念闘争を闘えないとの趣旨で「通常モードの会社員として雇用されたい人は辞めてほしい」と発破をかけた。
また、村上が監督を務める映画『めめめのくらげ』の制作や、カイカイキキ札幌 STUDIO PONCOTANにてアニメ作品『シックスハートプリンセス』をアニメーターを雇用して制作している。
他にも、GEISAI審査員を務めた黒瀬陽平の後述の「カオス*ラウンジ」への加入や、カオス*ラウンジ参加作家（JNTHED、ob、（現在はアーティストとして今後一切の活動を行わない事を宣言している）森次慶子）のカイカイキキアーティストとしての採用、カオス*ラウンジ参加作家のカイカイキキ開催の展示会（「HERBEST展」、「アートどすえ 京都芸術物産展」、「HEISEIBU祭」）への出展など、外部団体との人材交流も生じている。
ちなみに、カイカイキキは2015年（平成27年）9月30日現在、まんだらけの発行済株式総数の1.69%を保有する、第9位の大株主である。

### カオス*ラウンジへの支援
「カオス*ラウンジ」は元々、イラスト投稿サイトpixivのユーザーによる、オフ会としてのグループ展「ポストポッパーズ」が前身であったが、「カオス*ラウンジ2010 in 高橋コレクション日比谷」より「GEISAI CRITICAL MEDIA」審査員であった黒瀬陽平が「カオス*ラウンジ」に加入し現代アートとしての理論補強が行われた結果、従来「カオス*ラウンジ」が持っていたpixivユーザーオフ会の性質が発展的に解体され、現代アートの文脈に接続されることとなった。
「カオス*ラウンジ2010 in 高橋コレクション日比谷では、村上隆自身の作品も展示され、また、美術専門誌『美術手帖』2010年5月号への綴じ込み付録のカオス*ラウンジ特集広告の出稿、カイカイキキが運営しているギャラリーにおける「CHAOS*LOUNGE フェス」や、「pixiv画面端フェスタ」の開催、「カオス*ラウンジ2010 in 台湾」のプロデュース、展示作品「破滅*ラウンジ」の購入などの支援が行われている。

## ギャラリー
有限会社カイカイキキが運営しているギャラリー

### 日本国内
Kaikai Kiki Gallery、GEISAI Galleryを除き、いずれのギャラリーも中野ブロードウェイ内に所在している
- Kaikai Kiki Gallery[62]
- Hidari Zingaro（左 甚蛾狼――ヒダリ ジンガロ）[63]
- pixiv Zingaro[64][出典無効] - イラスト投稿サイトpixivとのコラボレーション。pixiv#村上隆・カイカイキキとの企画も参照。
- Oz Zingaro[65]
- Kaikai Zingaro
- GEISAI Gallery[66] ※2013年5月に閉廊[67]

### 日本国外
- Kaikai Kiki Gallery Taipei[68]
- Hidari Zingaro Taipei[69]
- Hidari Zingaro Berlin[70]

## 主な展覧会
- 『スーパーフラット展』、渋谷パルコギャラリー、村上隆キュレーション、2000年4月28日- 5月29日
- 『Superflat』ロサンゼルス現代美術館（MOCA）、村上隆キュレーション、2001年1月14日- 5月27日
- 『召喚するかドアを開けるか回復するか全滅するか』、東京都現代美術館、2001年8月25日- 11月4日
- 『ぬりえ展』、パリ、カルティエ現代美術財団、2002年6月27日 - 10月27日
- 『逆転二重螺旋』、ニューヨーク、ロックフェラー・センター、2003年9月9日 - 10月12日
- 『リトルボーイ：爆発する日本のサブカルチャー・アート展』、ニューヨーク、ジャパン・ソサエティー・ギャラリー他、村上隆キュレーション、2005年4月8日 - 7月24日
- 『村上隆回顧展（C）MURAKAMI』
  - カリフォルニア、ロサンゼルス現代美術館（MOCA）、2007年10月29日 - 2008年2月11日
  - ニューヨーク、ブルックリン美術館、2008年4月5日 - 7月13日
  - フランクフルト、フランクフルト近代美術館、2008年9月27日 - 2009年1月4日
  - ビルバオ、ビルバオ・グッゲンハイム美術館、2009年2月17日 - 5月31日
- 『Murakami Versailles』、フランス・ヴェルサイユ宮殿、2010年9月14日 - 12月12日。
- 『Murakami Ego』、Al-Riwaq Doha exhibition space、カタール・ドーハ、2012年2月8日 - 6月24日
- 『村上隆の五百羅漢図展』、 森美術館[71]、2015年10月31日 - 2016年3月6日
- 『村上隆のスーパーフラットコレクション－蕭白、魯山人からキーファーまで－』、横浜美術館、2016年1月30日 - 4月3日
- 『バブルラップ－「もの派」があって、その後のアートムーブメントはいきなり「スーパーフラット」になっちゃうのだが、その間、つまりバブルの頃って、まだネーミングされてなくて、其処を「バブルラップ」って呼称するといろいろしっくりくると思います。特に陶芸の世界も合体するとわかりやすいので、その辺を村上隆のコレクションを展示したりして考察します。』、熊本市現代美術館、2018年12月15日 - 2019年3月3日
- 『村上隆：村上ゾンビ展』釜山市立美術館[72] 2023年1月26日 - 4月16日
- 『村上隆 もののけ 京都』、京都市京セラ美術館 2024年2月3日 - 9月1日[73]

## 代表作
- 『Miss Ko2（KoKo）』

ウェイトレスの格好の等身大サイズの美少女フィギュア。海洋堂や美術業者との共同制作イギリスのオークション会社クリスティーズにて約5,800万円で落札。佐藤江梨子をモデルとした「サトエリMiss Ko2ちゃん」、西E田（キャラクターデザイナー）によるナースバージョンなども存在する。
- 『HIROPON』

自分の母乳で縄跳びをしている等身大の美少女フィギュア。オークション会社のクリスティーズにて約4,890万円で落札。その際、フィギュア原型師を紹介してくれた岡田斗司夫に感謝状をしたためている。
- 『My Lonesome CowBoy』

握りしめた男性器から、精液とおぼしき白い液体を放出する裸の青年の等身大のフィギュア。競売会社サザビーズがニューヨークで行ったオークションにて、1516万ドル(約16億円)で落札された。
- 『Mr.DOB』

代表的キャラクター。「DOB君」ともいう。ネズミのぬいぐるみのような形をした生物。様々な派生作品が生み出されており、その場の空間にあわせ奇妙な形態をする。変化する村上の自画像とも言われている。岡田斗司夫の処女作『ぼくたちの洗脳社会』の表紙にも登場している。
- 『お花』

代表的キャラクター。花の中央にスマイルのついた大小の異なる花。ルイ・ヴィトンとのコラボレーション作品に取り入れられている。歌手・ゆずのアルバムジャケットなどにも使用されている。
- 『ゆめらいおん』

TOKYO MXのシンボルキャラクター。
- 『シックスハートプリンセス』

ヴェルサイユ宮殿の個展にて初公開されたアニメーション作品。従来のアート系アニメ作品とは趣を異にする作風であり、女児をメインターゲットとした商業アニメ作品（プリキュア）のフォーマットを踏襲した作りとなっている。監修した佐藤順一は、まさにその日曜朝アニメ枠を務めた、れっきとしたアニメ監督である。
- 『五百羅漢図』

辻惟雄が提示した、狩野一信の五百羅漢図100幅から思いついた、高さ3メートル、幅100メートルの「世界最大級の絵」（2012年）。東日本大震災に対する「祈り」を描いたと語る。
- 『めめめのくらげ』

村上隆が監督を担当した映画作品。一般の商業映画作品として2013年4月26日に公開。カイカイキキ製作、ギャガ配給。

## 書籍

### 著書
- 『ふしぎの森のDOB君　村上隆1st作品集』（1999年5月5日、美術出版社）ISBN 4568103258
- 『SUPERFLAT』（2000年4月28日、マドラ出版）ISBN 9784944079346
- 『summon monsters？ open the door？ heal？ or die？ 召喚するかドアを開けるか回復するか全滅するか』（2001年10月10日、カイカイキキ）ISBN 9784939148033
- 『TOKYO GIRLS BRAVO』（2002年11月29日、カイカイキキ）ISBN 9784939148088
- 『ツーアート』（共著者:ビートたけし）（2003年4月10日、ぴあ）ISBN 9784835600611
  - 『ツーアート』（共著者:ビートたけし）（2008年12月20日、光文社 知恵の森文庫）ISBN 9784334785215
- 『けばけば』（共著者:北川悠仁）（2003年6月30日、カイカイキキ）ISBN 9784939148095
- 『GEISAIミュージアム公式パンフレット』（2003年12月1日、地方小出版流通センター）ISBN 9784939148101
- 『GEISAI公式パンフレット(6)』（共著者:笠原ちあき）（2004年8月1日、地方小出版流通センター）ISBN 9784939148149
- 『The★ Geisai アートを発見する場所』（2005年3月20日、カイカイキキ）ISBN 4939148173
- 『リトルボーイ 爆発する日本のサブカルチャー・アート』（共著者:岡田斗司夫）（2005年6月1日、カイカイキキ）ISBN 9784939148194
- 『芸術起業論』（2006年6月24日、幻冬舎）ISBN 9784344011786
- 『TakashiMurakamiPrint』（2008年8月1日、地方小出版流通センター）ISBN 9784939148262
- 『版画が好きで造って来ました』（2009年10月9日、カイカイキキ）ISBN 9784939148354
- 『芸術闘争論』（2010年11月25日、幻冬舎）ISBN 9784344019126
- 『村上隆完全読本美術手帖全記事1992-2012』（2012年5月23日、美術出版社）ISBN 9784568104509
- 『創造力なき日本 アートの現場で蘇る「覚悟」と「継続」』（2012年10月11日、角川書店）ISBN 9784041103302
- 『熱闘！日本美術史』（共著者:辻惟雄）（2014年11月27日、新潮社 とんぼの本）ISBN 9784106022562

### 関連書籍
- 『村上隆の五百羅漢図展』（編者:森美術館）（2016年1月1日、平凡社）ISBN 9784582206845

## DVD
- 『新日曜美術館 奈良美智×村上隆 ニューポップ宣言』（2002年7月20日、日本コロムビア COBB90340）- 奈良美智と村上隆が出演したNHKの番組を再編集
  - 『新日曜美術館 奈良美智×村上隆 ニューポップ宣言』（2006年4月2日、日本コロムビア COBB90402）

## CD
- 『VISION'D VOICE 006 TAKASHI MURAKAMI 2003』（2003年1月1日、D&DEPARTMENT PROJECT VDV6）

## メディア出演
テレビ番組
- 新日曜美術館 ニュー・ポップ宣言～奈良美智と村上隆（NHK教育、2001年9月23日放送）[79]
- たけしの誰でもピカソ（テレビ東京） - オープニングタイトル・キャラクターを担当。アートバトル審査員も務めた
- 日経スペシャル　カンブリア宮殿 「芸術とはビジネスだ！」（テレビ東京、2007年2月5日放送）[80]
- フロンティア (NHK BS) - 夢見る“怪物” 村上隆（初回放送日：2024年4月18日）[81]
- 新美の巨人たち 村上隆「風神図」「雷神図」×秋山竜次（テレビ東京、2024年7月13日放送）

ラジオ番組
- 村上隆のエフエム芸術道場（TOKYO FM 毎週土曜27:00-28:00）

### 補註
1. ↑  大量虐殺兵器である広島原爆の事